# Mon Amour (Paola Iezzi)
Mon Amour è un singolo della cantautrice italiana Paola Iezzi, pubblicato in formato EP il 22 luglio 2022.

## Video musicale
Il video musicale del brano, diretto da Paolo Santambrogio, è stato reso disponibile sul canale YouTube di Paola Iezzi il 3 agosto 2020.

## Tracce
1. Mon Amour – 3:32
2. Mon Amour (Acoustic Version) – 3:49
3. Mon Amour (Un córazon azul) – 3:32
4. Mon Amour (Atrim & Frankie Mancuso Remix) – 5:24
5. Mon Amour (Manuela Doriani & Marco Pieraccini Remix) – 2:56